# Thievery Corporation
Thievery Corporation — американський електронний дует, що складається з Роба Гарзи та Еріка Гілтона. Їхній музичний стиль поєднує елементи дабу, ейсид-джазу, регі, індійської класики, близькосхідної музики, хіп-хопу, трип-хопу, електроніки та бразильської музики, включаючи босанову.

## Історія
Гурт Thievery Corporation створений влітку 1995 року у Вашингтоні, округ Колумбія, у лаунжі на вісімнадцятій вулиці. Роба Гарза та співвласника Lounge Еріка Хілтона зблизила взаємна любов до клубного життя, а також до альбомів боса-нова та джазу. Вони вирішили подивитися, що вийде зі змішування всього цього в студії звукозапису, і в 1996 році дует заснував власний лейбл Eighteenth Street Lounge Music.
Дует привернув увагу першими двома роботами, «Shaolin Satellite» і «2001: a Spliff Odyssey», а також дебютним альбомом 1996 року Sounds from the Thievery Hi-Fi.
У 2000 році вийшов альбом The Mirror Conspiracy. 
У 2001 році вони випустили Sounds From The Verve Hi-Fi, «найкраще» збірку матеріалів 1960-1970-х років від Verve Records, яка включає джаз, босанову та латино-джазові твори таких артистів, як Кел Тджадер, Вес Монтгомері, Сержіо Мендес & Brasil '66, Луїс Бонфа.
У 2002 році вони випустили The Richest Man in Babylon на лейблі ESL. Цей альбом із п’ятнадцяти треків схожий за звучанням та тембром на The Mirror Conspiracy, і містить вокал Емільяни Торріні, Пем Брікер та Лулу.
У 2004 році вони випустили The Cosmic Game, яка має темніший, більш психоделічний звук, ніж The Richest Man in Babylon. На альбомі також були присутні голоси Перрі Фаррелла, Девіда Бірна та Вейна Койна з The Flaming Lips.
У 2006 році група випустила Versions, добірку реміксів Thievery Corporation для інших виконавців. Вони гастролювали у США, граючи, серед іншого, на Lollapalooza. Тур був задокументований Робом Майерсом, ситаристом і гітаристом Thievery Corporation, у фотокнизі Blurb Thievery Corporation 2006. У 2006 році гурт також записав «Sol Tapado» для альбому для допомоги боротьбі зі СНІДом Silencio=Muerte: Red Hot + Latin Redux виробництва Red Hot Organization. Крім того, у 2006 році у випуску Tiger Woods PGA Tour для Xbox їхня музика була представлена як саундтрек до гри. Також у 2006 році Puma Ptah, тоді відома як Ras Puma, приєдналася та гастролювала з Thievery Corporation.
Група випустила п'ятий студійний альбом Radio Retaliation 23 вересня 2008 року. Він був номінований на Ґреммі за найкращий запис. Тур Thievery Corporation розпочався з п'яти послідовних аншлагових концертів у клубі 9:30 Club у Вашингтоні, округ Колумбія.
Група грала на розігріві 1 серпня 2009 року для Пола Маккартні на FedExField в Лендовері, штат Меріленд.

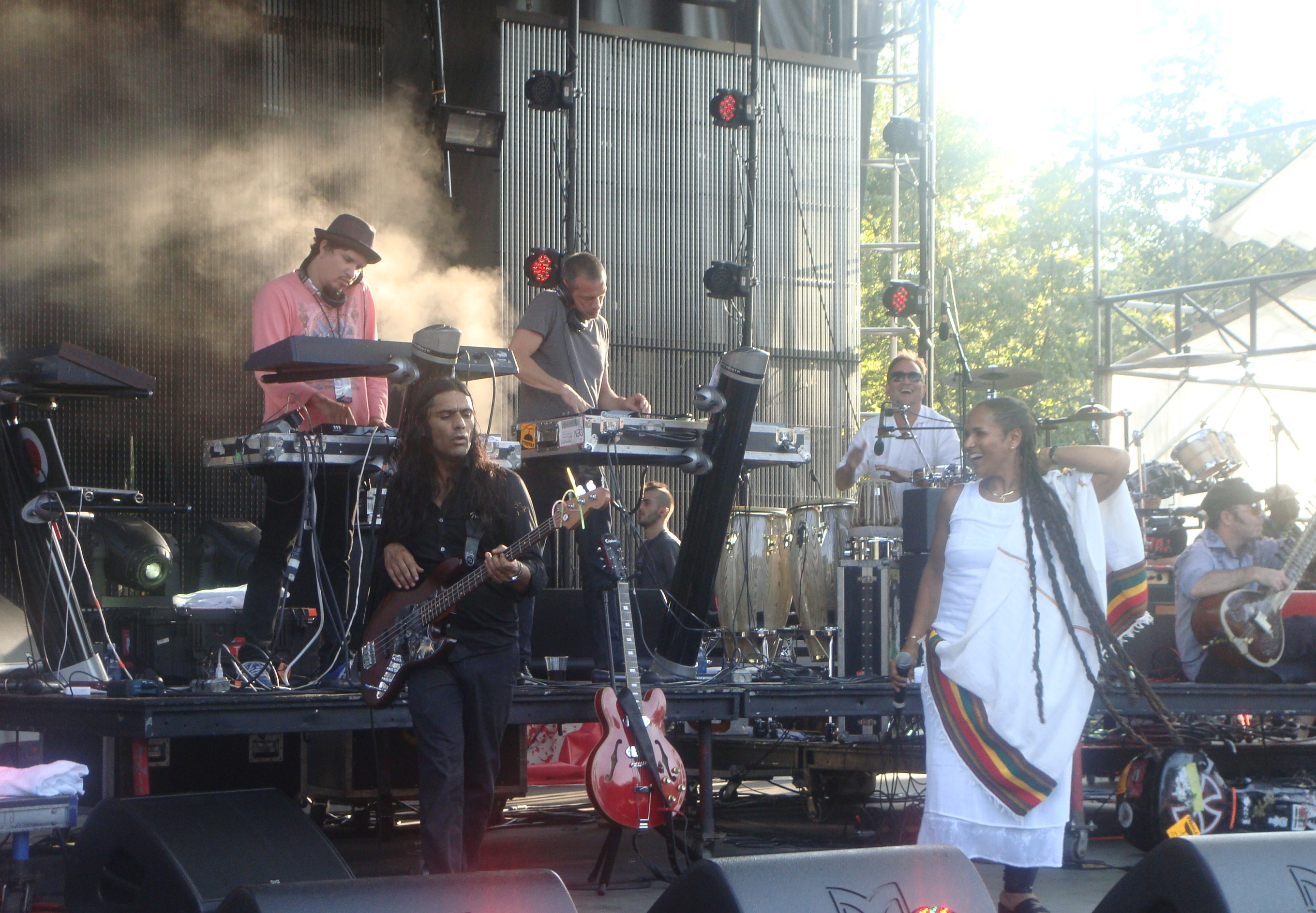
Живий виступ Thievery Corporation у 2010 році

27 липня 2010 року вийшов фільм Babylon Central, кінематографічний режисерський дебют засновника Еріка Хілтона. Дія (і зйомки) фільму відбуваються у Вашингтоні, фільм розповідає про випадкові події у взаємопов’язаному житті його персонажів, кожен з яких впливає на схеми брокерів для маніпулювання міжнародними валютами.
У червні 2011 року Thievery Corporation випустила шостий альбом Culture of Fear.
У січні 2012 року Thievery Corporation запустили конкурс реміксів спільно з Dubspot. 
Група випустила альбом Saudade 25 березня 2014 року на ESL Music.
11 січня 2017 року гурт випустив пісню «Ghetto Matrix» з альбому The Temple of I & I, який був випущений 10 лютого 2017 року знову на власному лейблі ESL Music.
20 квітня 2018 року група випустила Treasures from the Temple на ESL Music.
Протягом кар'єри дует неодноразово висловлював свою прихильність до бразильської культури в інтерв'ю та примітках до своїх релізів, особливо до музичного руху Боса Нова 1960-х років. Деякі з їхніх попередніх записів супроводжувалися ілюстраціями, які віддають особливу данину класичним релізам виконавців босса-нови, таких як Жоао Жілберто (його однойменному альбому 1973 року) і Тому Жобіму (Stone Flower). Їхній дебютний альбом 1997 року присвячений пам'яті бразильського музиканта Антоніо Карлоса Жобіма, який помер трьома роками раніше.
Протягом усієї кар'єри група писала тексти пісень англійською, іспанською, французькою, італійською, перською, португальською, румунською та гінді. Це демонструє вплив світової музики на творчість групи.

## Дискографія

### Студійні альбоми
- Sounds from the Thievery Hi-Fi (1996)
- The Mirror Conspiracy (2000)
- The Richest Man in Babylon (2002)
- The Cosmic Game (2005)
- Radio Retaliation (2008)
- Culture of Fear (2011)
- Saudade (2014)
- The Temple of I and I (2017)
- Treasures From The Temple (2018)
- Symphonik (2020)

### Збірки
- Abductions and Reconstructions (1999)
- Rare Tracks: 18th Street Lounge (1999)
- DJ-Kicks: Thievery Corporation (1999)
- Thievery Corporation and Revolution Present: Departures (2000)
- Sounds from the Verve Hi-Fi (2001)
- The Outernational Sound (2004)
- Versions (2006)
- Red Hot + Latin: Silencio = Muerte Redux (2006)
- It Takes a Thief (2010)